# Цебровский сельский совет (Зборовский район)
Цебровский сельский совет (укр. Цебрівська сільська рада) — входит в состав
Зборовского района
Тернопольской области
Украины.
Административный центр сельского совета находится в 
с. Цебров.

## История
- 1939 — дата образования.

## Населённые пункты совета
- с. Цебров